# Platyrhinoidis triseriata
Platyrhinoidis triseriata é uma espécie de peixe da família Platyrhinidae.
Pode ser encontrada nos seguintes países: México e Estados Unidos da América.
Os seus habitats naturais são: mar costeiro, pradarias aquáticas subtidais, águas estuarinas e marismas intertidais.